# Союз ТМ-9
Союз ТМ-9 — пилотируемый космический аппарат из серии «Союз ТМ».

## Экипаж
- Анатолий Соловьёв (2-й полёт) — командир
- Александр Баландин (1-й полёт) — бортинженер

## Дублирующий экипаж
- Геннадий Манаков − командир
- Геннадий Стрекалов − бортинженер

## Резервный экипаж
- Виктор Афанасьев — командир
- Виталий Севастьянов — бортинженер

## Параметры полёта
- Масса аппарата: 7150 кг
- Перигей: 373 км
- Апогей: 387 км
- Наклонение: 51,6°
- Период обращения: 92,2 мин

## Описание полёта
Доставленное на «Союз ТМ-9» на орбитальную станцию «Мир» в рамках программы «Космос-Человек-Культура» Знамя Мира впервые было поднято над планетой 11 февраля 1990 года космонавтами А. Соловьевым и А. Баландиным.
После замены некоторых экспериментов на станции «Мир» экипаж приступил к научной работе. За время полёта пятой экспедиции были проведены работы в областях исследования Земли, астрономии, космической техники, материаловедения, биологии и медицины.
С этой экспедиции началось коммерческое использование результатов деятельности станции: по заказу американской фирмой электроники были выращены монокристаллы; также на сумму 25 миллионов рублей были произведены белки.
Во время работы шестой основной экспедиции станция была расширена ещё одним модулем: «Кристалл» был запущен 10 июня и был пристыкован к станции «Мир» 10 июля.
При отлёте корабля Союз ТМ-8 возвращающийся экипаж заметил, что на спускаемом модуле Союза ТМ-9 были повреждены (изогнуты) три из восьми теплоизолирующих элементов. Озабоченность вызывало непредсказуемое поведение пироболтов отделения, попавших под воздействие открытого космического пространства. Кроме того, отсутствие изоляции могло послужить причиной конденсации влаги на корпусе внутри капсулы с последующим коротким замыканием. Помимо этого изогнутые пластины изоляции могли мешать работе инфракрасного датчика высоты. Несмотря на опасение, что попытки починки на орбите могли вызвать ещё большее повреждение оболочки, 17 июля космонавты провели 7 часов в открытом космосе и смогли вернуть в нормальное положение два из трёх изогнутых листов теплоизоляции. При попытке возвращения выяснилось, что люк на модуле «Квант-2» невозможно закрыть. Космонавтам пришлось возвращаться через шлюз основного блока станции. 26 июля космонавты предприняли неудачную попытку ремонта люка (выход в открытый космос на 3 ч 31 мин).
Космонавты контролировали стыковку с модулем «Кристалл», пристыкованному к находящемуся на противоположном к модулю «Квант-2» стыковочному узлу.